# Ліф-Репідс
Ліф-Репідс (англ. Leaf Rapids) — містечко в Канаді, у провінції Манітоба, у межах невключеної частини переписної одиниці №23.

## Населення
За даними перепису 2016 року, містечко нараховувало 582 особи, показавши зростання на 16,9%, порівняно з 2011-м роком. Середня густина населення становила 0,5 осіб/км².
З офіційних мов обидвома одночасно володіли 15 жителів, тільки англійською — 565. Усього 65 осіб вважали рідною мовою не одну з офіційних, з них усі — одну з корінних мов.
Працездатне населення становило 56,5% усього населення, рівень безробіття — 28,6% (47,4% серед чоловіків та 12,5% серед жінок). 91,4% осіб були найманими працівниками, а 5,7% — самозайнятими.
Середній дохід на особу становив $37 047 (медіана $23 403), при цьому для чоловіків — $32 670, а для жінок $41 432 (медіани — $21 440 та $26 560 відповідно).
25,8% мешканців мали закінчену шкільну освіту, не мали закінченої шкільної освіти — 38,7%, 33,9% мали післяшкільну освіту, з яких 19% мали диплом бакалавра, або вищий.
| Статево-вікова структура населення | Статево-вікова структура населення | Статево-вікова структура населення | Статево-вікова структура населення | Статево-вікова структура населення |
| ---------------------------------- | ---------------------------------- | ---------------------------------- | ---------------------------------- | ---------------------------------- |
|                                    |                                    |                                    |                                    |                                    |
| Всього                             | Всього                             | 50,0%                              |                                    |                                    |
| 0 — 14 років                       | 0 — 14 років                       |                                    | 32,8%                              | 32,8%                              |
| 15 — 64 років                      | 15 — 64 років                      |                                    | 58,6%                              | 58,6%                              |
| 65 і більше                        | 65 і більше                        |                                    | 8,6%                               | 8,6%                               |
| Середній вік (років)               | Середній вік (років)               | 30,730,2                           | 30,5                               | 30,5                               |
| Медіана (років)                    | Медіана (років)                    | 28,224,8                           | 26,5                               | 26,5                               |
| — чоловіки — жінки                 |                                    |                                    |                                    |                                    |

| Походження мешканців:     | Походження мешканців:     | Походження мешканців: | Походження мешканців: | Походження мешканців: |
| ------------------------- | ------------------------- | --------------------- | --------------------- | --------------------- |
| Походження                |                           |                       | осіб                  | %                     |
| Корінні американці        | Корінні американці        |                       | 275                   | 61.11%                |
| Інше північноамериканське | Інше північноамериканське |                       | 110                   | 24.44%                |
| Європейське               | Європейське               |                       | 200                   | 44.44%                |
| британське                | британське                |                       | 95                    | 21.11%                |
| французьке                | французьке                |                       | 65                    | 14.44%                |
| українське                | українське                |                       | 10                    | 2.22%                 |

| Зайнятість населення за галузями (за класифікацією NOC): | Зайнятість населення за галузями (за класифікацією NOC): | Зайнятість населення за галузями (за класифікацією NOC): | Зайнятість населення за галузями (за класифікацією NOC): | Зайнятість населення за галузями (за класифікацією NOC): |
| -------------------------------------------------------- | -------------------------------------------------------- | -------------------------------------------------------- | -------------------------------------------------------- | -------------------------------------------------------- |
|                                                          |                                                          |                                                          |                                                          |                                                          |
| Управління                                               | Управління                                               |                                                          | 14,7%                                                    | 14,7%                                                    |
| Бізнес, фінанси та адміністрування                       | Бізнес, фінанси та адміністрування                       |                                                          | 5,9%                                                     | 5,9%                                                     |
| Охорона здоров'я                                         | Охорона здоров'я                                         |                                                          | 5,9%                                                     | 5,9%                                                     |
| Освіта, правозахист, муніципальні та урядові служби      | Освіта, правозахист, муніципальні та урядові служби      |                                                          | 17,6%                                                    | 17,6%                                                    |
| Роздрібна торгівля та послуги                            | Роздрібна торгівля та послуги                            |                                                          | 17,6%                                                    | 17,6%                                                    |
| Гуртова торгівля, транспорт та обладнання                | Гуртова торгівля, транспорт та обладнання                |                                                          | 23,5%                                                    | 23,5%                                                    |
| Природні ресурси, сільське господарство                  | Природні ресурси, сільське господарство                  |                                                          | 8,8%                                                     | 8,8%                                                     |
| Виробництво                                              | Виробництво                                              |                                                          | 5,9%                                                     | 5,9%                                                     |

## Клімат
Містечко знаходиться у зоні, котра характеризується континентальним субарктичним кліматом. Найтепліший місяць — липень із середньою температурою 15.6 °C (60 °F). Найхолодніший місяць — січень, із середньою температурою -25 °С (-13 °F).
| Клімат Ліф-Репідса      | Клімат Ліф-Репідса | Клімат Ліф-Репідса | Клімат Ліф-Репідса | Клімат Ліф-Репідса | Клімат Ліф-Репідса | Клімат Ліф-Репідса | Клімат Ліф-Репідса | Клімат Ліф-Репідса | Клімат Ліф-Репідса | Клімат Ліф-Репідса | Клімат Ліф-Репідса | Клімат Ліф-Репідса | Клімат Ліф-Репідса |
| Показник                | Січ.               | Лют.               | Бер.               | Квіт.              | Трав.              | Черв.              | Лип.               | Серп.              | Вер.               | Жовт.              | Лист.              | Груд.              | Рік                |
| Середній максимум, °C   | −19                | −14                | −6                 | 5                  | 13                 | 19                 | 22                 | 20                 | 12                 | 4                  | −7                 | −16,1              | 2                  |
| Середня температура, °C | −25                | −21                | −14                | −1                 | 6                  | 12                 | 16                 | 14                 | 7                  | 0                  | −11                | −21                | −3                 |
| Середній мінімум, °C    | −31                | −28                | −22                | −8                 | 0                  | 6                  | 10                 | 8                  | 2                  | −3                 | −16                | −26                | −9                 |
| Норма опадів, мм        | 21                 | 15                 | 10                 | 12                 | 45                 | 61                 | 88                 | 80                 | 63                 | 32                 | 26                 | 15                 | 466                |
| ----------------------- | ------------------ | ------------------ | ------------------ | ------------------ | ------------------ | ------------------ | ------------------ | ------------------ | ------------------ | ------------------ | ------------------ | ------------------ | ------------------ |
| Джерело: Weatherbase    |                    |                    |                    |                    |                    |                    |                    |                    |                    |                    |                    |                    |                    |